# Studencka Studnia
Studencka Studnia (słow. Študentská studňa, Študentský prameň) – wywierzysko w Dolinie Kieżmarskiej w słowackich Tatrach Bielskich. Znajduje się na wysokości około 1340 m w prawych zboczach Rakuskiego Grzbietu, na północny zachód od Przełęczy nad Czerwoną Glinką (1389 m). Wypływa z niego Pokrzywiana Woda (Krivý potok) będąca lewym dopływem Białej Wody Kieżmarskiej.
Studencka Studnia znajduje się nieco poniżej polany Strażkowska Pastwa. W lesie między polaną a wywierzyskiem jest ukryta wśród drzew chatka Tatrzańskiego Parku Narodowego. Na słowackiej mapie oznaczona jest jako chata na ŽihÍawníku.
Nazwa wywierzyska pochodzi od tego, że dawniej często wypoczywały przy nim wycieczki studentów z Kieżmarku.